# 世界で活躍し『日本』を発信する日本人
世界で活躍し『日本』を発信する日本人プロジェクトは、国際社会で顕著な活動を行う日本人（世界で活躍し日本を発信する日本人）を選出する。選考委員会は、14名の世界で活躍する外国人プレス関係者により構成される。

## 発足の経緯
国内で活躍する日本人を表彰する制度は国や各機関に存在していたが、「国境を越えた情熱」をもって頑張る日本人（ Profiles of "Passion without borders" Japanese）、ワールドワイドで活躍する日本人や海外で評価を得ている日本人を表彰する制度は存在しなかった。世界で活躍し『日本』を発信する日本人プロジェクトはこうした背景から、「日本」を発信することに貢献した日本人への感謝と今後の期待を込めて発足した。

## 表彰式
2012年（平成24年）9月18日、内閣府国家戦略室古川元久大臣から東京都千代田区にあるフォーリン・プレス・センターにて、世界で日本の発信に貢献した人物にサンクスレター贈呈。表彰式の終わりに別所哲也による代表スピーチが行われた。

## 選出者
国別・五十音順で発表された。
| 活動国           | 氏名              | 肩書きなど                                                                                            |
| ---------------- | ----------------- | --- |
| オーストラリア   | 五十川明          | Akira Design Studio Pty Ltd 代表                                                                      |
| オーストラリア   | 松井朔子          | シドニー大学 名誉准教授                                                                               |
| オーストラリア   | 上野二九年        | 家具デザイナー                                                                                        |
| バングラデシュ   | 山口絵理子        | 株式会社マザーハウス                                                                                  |
| ボリビア         | 秋元広行          | アンデスの民族音楽フォルクローレグループ ANATA Bolivia                                                |
| ブラジル         | 吉沢太            | 現代造形作家                                                                                          |
| カンボジア       | 篠田ちひろ        | クル・クメールボタニカル社                                                                            |
| 中国             | 山本敬            | きき酒師                                                                                              |
| 中国             | 矢野浩二          | 俳優                                                                                                  |
| エジプト         | 落合リザ          | カイロ国立オペラバレエ団 ファーストソリスト                                                           |
| フランス         | 東内利正          | 日本食レストラン                                                                                      |
| フランス         | 佐藤亮太郎        | パティシエ                                                                                            |
| ラオス           | 谷由起子          | H.P.E (Handicraft Promotion Enterprise) 創設者                                                        |
| 中東             | 飯野真理子        | NHKワールド・ラジオ日本アラビア語放送ディレクター                                                     |
| 中東             | 加藤博            | 一橋大学大学院 経済学研究科特任教授                                                                   |
| 中東             | 長沢栄治          | アラブ研究の専門家、東京大学東洋文化研究所教授                                                        |
| 中東             | 新海誠            | アニメーション作家・映画監督                                                                          |
| ニュージーランド | 楠田浩之          | ワイン醸造家                                                                                          |
| ペルー           | 小西紀郎          | 日本人シェフ                                                                                          |
| ロシア           | 岩田守弘          | ボリショイバレエ団元ソリスト                                                                          |
| ロシア           | 西本智実          | ロシア国立交響楽団・サンクトペテルブルク国立アカデミックオペラ・バレエ劇場指揮者                      |
| シンガポール     | 吉戒直彦          | 南洋理工大学化学・生物化学科助教授                                                                    |
| 韓国             | 藤原保真          | 「TOKYO PANYA(トーキョー・パンヤ)」                                                                   |
| 韓国             | 堀内好浩          | 島根県立大学教授                                                                                      |
| 韓国             | 池田誠剛          | サッカー韓国代表チームフィジカルコーチ                                                                |
| スペイン         | 平井李枝          | ピアニスト、ソプラノ歌手、音楽博士                                                                    |
| スペイン         | 外尾悦郎          | サグラダ・ファミリア聖堂主任彫刻家                                                                    |
| スペイン         | 高木香世子        | マドリード・アウトノマ大学常任准教授                                                                  |
| 台湾             | 田中千絵          | 女優                                                                                                  |
| タンザニア       | 金城拓真          | 津梁貿易(株)                                                                                          |
| タンザニア       | 島岡強            | ザンジバル柔道連盟 会長、タンザニア公認ナショナルコーチ                                               |
| タイ             | 田中健二          | フジグループオーナー                                                                                  |
| イギリス         | 野口光            | 英インテリア、ファッション小物制作                                                                    |
| イギリス         | 尾崎優美          | アーティスト                                                                                          |
| アメリカ         | 日野紀子          | 非営利法人「NY de Volunteer(ニューヨークでボランティア)」創立者・代表                                 |
| アメリカ         | 石井裕            | マサチューセッツ工科大学 MITメディアラボ副所長                                                        |
| アメリカ         | 伊藤穰一          | マサチューセッツ工科大学 MITメディアラボの所長                                                        |
| アメリカ         | 加治屋百合子      | バレリーナ                                                                                            |
| アメリカ         | 神田瀧夢          | 俳優、プロデューサー                                                                                  |
| アメリカ         | 北川智子          | 日本中世史と中世数学史の研究                                                                          |
| アメリカ         | 小林久隆          | NIH主任研究員、非侵襲的ながん治療法の開発                                                             |
| アメリカ         | 松本行弘          | ソフトウェア技術者、プログラミング言語「Ruby」の開発者                                                |
| アメリカ         | 森本正治          | レストランMORIMOTOのオーナー                                                                          |
| アメリカ         | 村山斉            | 東京大学カブリ数物連携宇宙研究機構(Kavli IPMU)機構長、理論物理学者                                    |
| アメリカ         | 澤明              | ジョンズ・ホプキンス大学統合失調症疾患センター長                                                      |
| アメリカ         | 清水薫            | コロンビア大学政治学部・東アジア研究所助教授                                                          |
| アメリカ         | 辰巳由紀          | 米シンクタンク スティムソン・センター主任研究員、キヤノングローバル戦略研究所主任研究員               |
| アメリカ         | 外山喜雄 外山恵子 | ジャズ音楽家                                                                                          |
| アメリカ         | 梅田望夫          | IT企業経営コンサルタント                                                                              |
| アメリカ         | 横江公美          | 米シンクタンク ヘリテージ財団の上級客員研究員                                                         |
| アメリカ         | 吉井久美子        | ゴージャス・エンターテイメント社長                                                                    |
| ベトナム         | 服部匡志          | 医師                                                                                                  |
| ベトナム         | 伊能まゆ          | Seed to Table~ひと・しぜん・くらしつながる~設立                                                       |
| ベトナム         | 小山道夫          | 「ベトナム『子どもの家』を支える会(JASS)」の代表                                                      |
| ベトナム         | 大野健一          | 政策研究大学院大学教授                                                                                |
| 世界             | 別所哲也          | 俳優                                                                                                  |
| 世界             | 井原慶子          | レーシングドライバー                                                                                  |
| 世界             | 石川遼            | プロゴルファー                                                                                        |
| 世界             | 西郷真理子        | 都市計画家、一級建築士                                                                                |
| 世界             | 澤穂希            | 女子サッカー選手                                                                                      |
| 世界             | 田辺竹雲斎        | バンブーアート ※選出時の名は田辺小竹                                                                  |
| 世界             | 冨永愛            | モデル。国連世界食糧計画(WFP)オフィシャルサポーター。国際協力NGO ジョイセフ(公益財団法人)アンバサダー |
| 世界             | 山脇啓造          | 明治大学国際日本学部教授                                                                              |